# Corel MediaOne
Corel MediaOne, voor versie 2 Corel Snapfire, is software van Corel om foto's te verzamelen, ordenen en te presenteren. Het programma bevat mogelijkheden om kleine correcties aan te brengen. Corel MediaOne is verkrijgbaar als gratis download maar ook als een 'plusversie' die extra mogelijkheden biedt, zoals het maken van een reservekopie van de collectie. Het programma integreert met beeldbewerkingsprogramma Paint Shop Pro. De foto's kunnen online opgeslagen worden met de Sharpcast-dienst. 
MediaOne is de Corel-tegenhanger van Google Picasa.

## Interface
De gebruikersinterface bestaat uit een groot scherm om albums, mappen en individuele foto's te bekijken. 
In de gebruikersinterface zijn volgende onderdelen te vinden:
- Home - beheerfuncties
- Enhance - basisbewerkingen en effecten
- Show - combineer foto's, video's en muziek in een nieuw bestand
- Create - fotocollages, albums en wenskaarten maken

De Show-functie maakt een fotocollage als video. Deze video kan geëxporteerd worden als WMV.
Foto's kunnen ook via e-mail gedeeld worden.
De trialversie van MediaOne Plus en de Sharpcast-backupdienst vereisen twee aparte registraties. Bij de Plus-versie is er geen opslaglimiet. Grote foto's worden wel verkleind tot printformaat na 30 dagen (5x7 inch). De gratis Sharpcast-dienst heeft een limiet van 50MB.